# Висока кров
«Висока кров» (рос. «Высокая кровь») — білоруський радянський художній фільм 1989 року.

## Сюжет
Жокей Філіп потрапляє в лікарню. Під час відсутності Філіпа начальство вирішує відправити на конезавод його красеня-коня Фаворита. Породистого скакуна вантажать у відкритий кузов вантажівки і відправляють в далеку дорогу…

## У ролях
- Валентинас Масальськіс — Грахов
- Борис Невзоров —  Шавров
- Микола Бурляєв —  Філіп
- Світлана Смирнова —  Марина
- Леонід Дьячков —  Молчанов
- Юрій Горобець —  господар
- Ольга Лисенко —  господиня
- Зигмунд Малянович —  Макарич

## Знімальна група
- Режисери: Віктор Туров, Зигмунд Малянович
- Сценаристи: Ілля Кашафутдінов, Віктор Туров, Зигмунд Малянович
- Оператори: Богуслав Ламбах, Володимир Споришков
- Композитор: Бартуліс Відмантас
- Художники-постановники: Андржей Боресков, Олександр Чертович